# Vynález písma
Vznik, resp. vynález písma se datuje někdy před 5000 lety. Vznikem písma také skončil dlouhý pravěk, který trval miliony let, a začala nová doba – starověk.  Tvrdí se, že první písma mohla vzniknout v tehdejších říších, jako byly například Egypt, Čína aj. Písmo většinou ovládali pouze a jenom kněží, písaři a podobné důležité osoby.

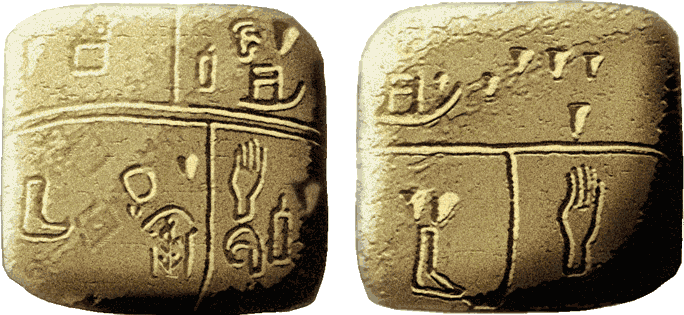
Pravděpodobně nejstarší známé písmo, vápencová destička ze Sumeru přibližně z roku 3500 př. n. l.

Největším pokrokem za vynálezu písma, od toho piktografického, k našemu nynějšímu, bylo vytvoření hláskové abecedy Féničany.  Surovinou, na kterou se nejdéle z celé historie psalo, a zároveň se tato surovina nejlépe dochovala, byl kámen. Původně se ale psalo na celou řadu dalších materiálů od hlíny po listy a kůru rostlin. Tyto památky však měly menší štěstí přetrvat až do současnosti. Vyrývání do kamene nebylo však moc praktické, a tak i velmi pracné. Z tohoto důvodu se pro běžné psaní využívaly jiné materiály; zejména papír (ve starověkém Egyptě se psalo na papyrus, zatímco v době Mezopotámie se psalo trojhranným rydlem na hliněné tabulky, a tak dále). Na Blízkém východě se začal přibližně v 6. až 5. století př. n. l. vyrábět nám již více známý pergamen.  Tento pergamen je pečlivě vydělaná kozí, ovčí, telecí nebo oslí kůže.  Jméno pergamen je zřejmě odvozeno od města v dnešním Turecku – Pergamonu.